# San Benito (Guatemala)
Pour les articles homonymes, voir San Benito.
San Benito est une ville dans le nord du Guatemala située dans le département du Petén.
Située sur la rive sud du lac Petén Itzá, elle constitue une agglomération unique avec la ville contigüe de Flores.